# اخلاق آزادی
اخلاق آزادی (به انگلیسی: The Ethics of Liberty) کتاب نوشته موری روتبارد در سال ۱۹۸۲ است که در آن مواضع سیاسی لیبرترینیسم را توضیح می‌دهد. استدلال روتبارد مبتنی بر شکلی از اخلاق حقوق طبیعی است و موردی را برای آنارکو-کاپیتالیسم مطرح می‌کند. روتبارد ادغام اقتصاد و اخلاق را از طریق مفهوم مشترک حقوق مالکیت و بر اساس مفهوم مالکیت توضیح می‌دهد.

## خلاصه
اخلاق آزادی به پنج فصل تقسیم می‌شود. فصل اول مقدمه‌ای است که به‌طور کلی به توضیح کلیات نظریه حقوق طبیعی می‌پردازد و در مقابل برخی ایرادات به اختصار از آن دفاع می‌کند. فصل دوم اخلاق را در مورد استفاده از زور بیان می‌کند. فصل سوم روتبارد نظریه‌های اخلاقی خود را در مورد دولت بیان می‌کند و دولت را دشمن ذاتی آزادی می‌داند. فصل چهارم مروری کوتاه بر نظریه‌های سیاسی جایگزین ارائه می‌دهد که توسط میزس، هایک، برلین و نوزیک ابداع شده‌اند. فصل پنجم تلاش می‌کند تا نظریه‌ای دربارهٔ راهبرد چگونگی حرکت از سیستم کنونی به یک جامعه آنارکو-کاپیتالیسمی لیبرتارین ارائه کند.